# Романов, Роман Петрович
Великий князь Роман Петрович Романов (5 (17) октября 1896, Санкт-Петербург — 23 октября 1978, Рим) — русский военный инженер, князь императорской крови, сын великого князя Петра Николаевича и великой княгини Милицы Николаевны. Правнук императора Николая I, брат княжен императорской крови Марины Петровны и Надежды Петровны, кузен княгини императорской крови Елены Петровны.

## Жизнь до эмиграции
Князь Роман Петрович родился во дворце родителей Знаменка 17 октября 1896 года, там же прошли и его детские годы. Ещё ребёнком отличался слабым здоровьем, у него были больные лёгкие. В 1910 году он был зачислен во Владимирский кадетский корпус. В 1914 году началась Первая мировая война. К тому времени Роман Петрович уже являлся юнкером Николаевского инженерного училища. 15 сентябре 1916 года Роман Петрович произведён из юнкеров в прапорщики, со старшинством с 1 июня 1916 года, выпущен в 1-й Кавказский сапёрный батальон и отправился на кавказский фронт, где принял участие в боях за Эрзерум и Трапезунд. Однажды молодой князь попал под обстрел турок, за это он получил именную ленту на саблю, хотя дядя Романа Петровича великий князь Николай Николаевич не был доволен награждением племянника, считая, что ничего героического он не сделал. Служил князь Роман Петрович в инженерных войсках под руководством своего отца. В Первую мировую войну с октября 1916 года находился на Кавказском фронте при своём дяде Николае Николаевиче. По причине болезни дослужился лишь до младшего офицерского чина.

## Жизнь в изгнании
После революции находился вместе с родителями в крымском имении Дюльбер, принадлежавшем великокняжеской семье. Там Роман Петрович пережил революционные треволнения и покинул Россию вместе с другими Романовыми на британском линейном корабле «Мальборо» в ходе Крымской эвакуации 1919 года.
В 1936 году Роман Петрович вместе с семьёй перебрался в Рим. Когда началась война и итальянцы пришли в дом к Роману Петровичу, чтобы уговорить его принять черногорский престол, то он отказался (выбор его кандидатуры обуславливался тем, что князь был потомком Милицы, сестры итальянской королевы Елены, и следовательно потомком черногорского короля Николы).
Война закончилась в 1945 году, а политическая ситуация в Италии оставалась нестабильной. В результате референдума в 1946 году Италия была провозглашена республикой и все члены итальянского королевского дома были вынуждены покинуть страну. Семья Романа Петровича уехала в Египет, где сыновья Николай и Димитрий пошли работать, старший занимался продажей табака, а младший работал на автомобильном заводе Форда.
Египетское изгнание завершилось в 1951 году, когда Роман Петрович вместе с женой вернулся в Рим. С 1954 года он начал писать мемуары, ведя обширную переписку с родственниками, разбросанными по всему миру. Князь Роман Петрович задумывал написать две книги, одну о жизни до эмиграции и вторую о жизни уже в изгнании. Но его замыслам не суждено было сбыться, он успел закончить лишь первую часть, которая увидела свет только в 1991 году.
Скончался Роман Петрович 23 октября 1978 года в Риме, похоронен на кладбище Монте Тестаччо в Риме.

## Создание семейного объединения
Ещё одним важным делом в жизни для Романа Петровича стало создание «Объединение членов рода Романовых», организации, целью которой является укрепление связи между потомками Дома Романовых. В середине 1970-х годов он стал замечать, что контакты между  членами семьи стали слабеть, многие, в результате эмиграции, оказались не то что в разных странах, а даже на разных континентах. Как вспоминал младший сын Романа Петровича Димитрий Романович, "с утра отец часто садился за пишущую машинку "Ремингтон" и писал родственникам, иногда по 5-6 писем в день". Усилиями Романа Петровича контакты восстановились.

## Семья и потомки
3 (16) ноября 1921 года в Антибе женился на графине Прасковье Дмитриевне Шереметевой (1901—1980), внучке известного историка графа Сергея Дмитриевича Шереметева. В браке родилось двое сыновей:
- Николай Романович (26 сентября 1922 — 15 сентября 2014) — претендент на главенство в доме Романовых после смерти Владимира Кирилловича (с 1992 года). Был женат на итальянской дворянке Свеве делла Герардеска (р. 1930). Внуки:
  - Наталья (р. 1952)
    - правнучка Николетта Романова (р. 1979) — итальянская актриса.

  - Елизавета (р. 1956)
  - Татьяна (р. 1961)
- Димитрий Романович (17 мая 1926 — 31 декабря 2016) — наследник претензий своего брата. Дважды женат, оба брака бездетные.

## Династические споры
Роман Петрович, как и вся ветвь Николаевичей, отказался признать Императором в изгнании Кирилла Владимировича, отрицательно относился и к притязаниям Владимира Кирилловича, в 1969 году князь, вместе со всеми живущими представителями Дома Романовых, официально выступил против его решений.
Так как из-за противоречий князь Роман Петрович не спрашивал разрешения на брак с графиней Прасковьей Дмитриевной Шереметьевой, то брак не признаётся ветвью Кирилловичей.

## Награды
- Орден Св. апостола Андрея Первозванного (29.12.1916).
- Орден Св. Александра Невского (29.12.1916).
- Орден Белого Орла (29.12.1916).
- Св. Анны 1 ст. (29.12.1916).
- Св. Станислава 1 ст. (29.12.1916).